# 奧運站公共運輸交匯處

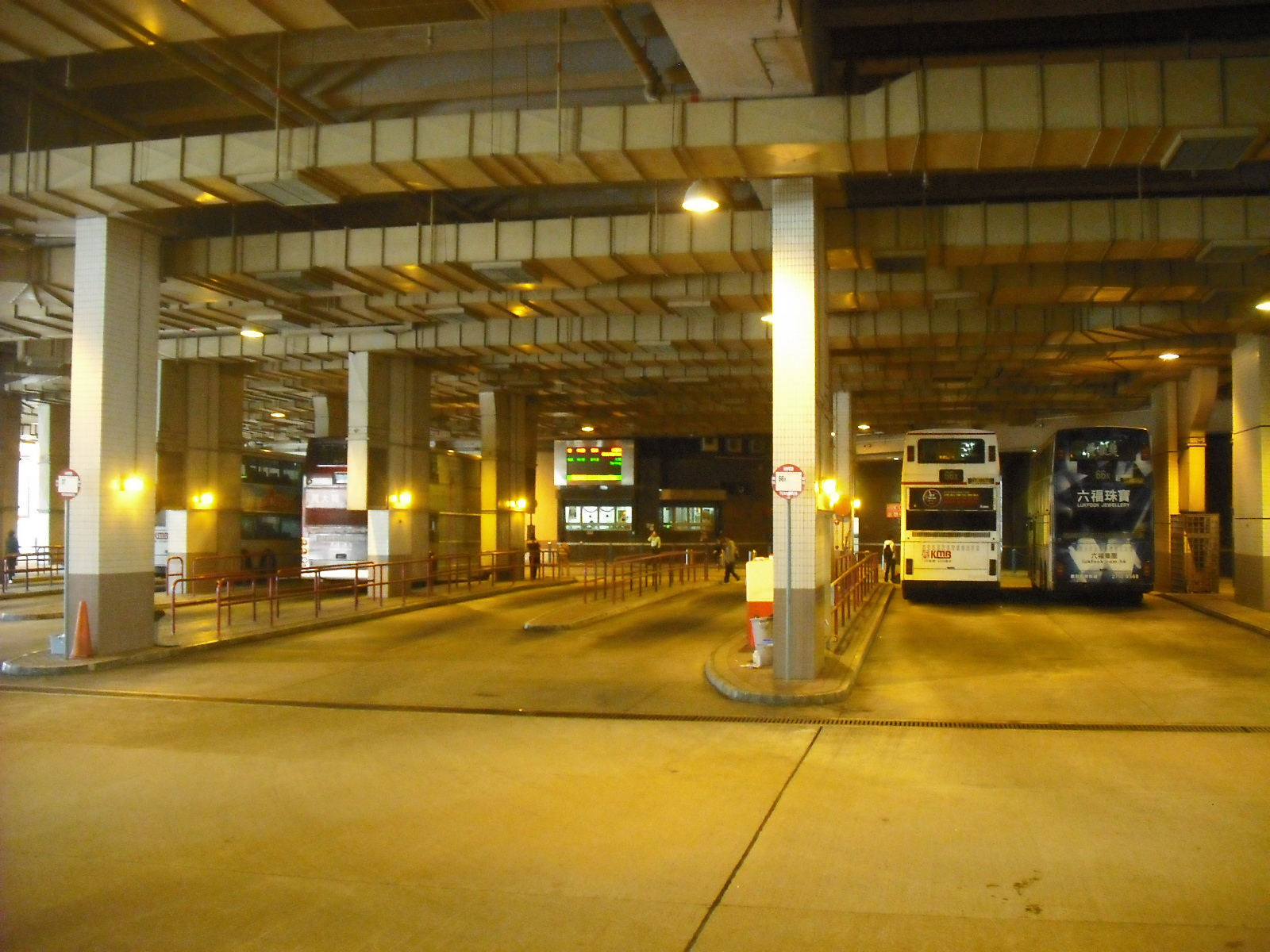
奧運站公共運輸交匯處背面

奧運站公共運輸交匯處（英語：Olympic Station Public Transport Interchange）位於香港大角咀滙豐中心（原稱奧運中心）近港鐵奧運站，設有巴士總站和紅色小巴總站。原址是舊大角咀碼頭巴士總站。
奧運站公共運輸交匯處原址為大角咀碼頭巴士總站，大角咀碼頭巴士總站曾是位於大角咀櫻桃街西面盡頭的大角咀碼頭廣場的一個大型巴士總站與小巴總站，已於1995年5月8日停用並拆卸，拆卸後隨即改建成今滙豐中心及設於滙豐中心基座的奧運站公共運輸交匯處。

## 總站路線資料（巴士）

### 九龍巴士27X線
- 順天 ↔ 奧運站

2024年1月2日投入服務，途經大角咀、旺角、九龍城、新蒲崗及彩雲邨，只於平日繁忙時間服務。

### 九龍巴士31B線
- 石籬（大隴街） ↔ 奧運站

1967年12月23日投入服務，本線的前身33A線投入服務，途經長沙灣、深水埗、大角咀。

### 九龍巴士32線
- 石圍角 ↔ 奧運站

1981年9月7日投入服務，為配合石圍角邨落成，本線前身32M線投入服務，提供石圍角邨、象山邨、梨木樹邨、石蔭邨、石籬邨及青山公路一帶來往長沙灣、旺角至大角咀的巴士服務。

### 九龍巴士37線
- 葵盛（中） ↔ 奧運站

1972年9月18日投入服務，提供葵涌葵盛邨及葵芳來往長沙灣、旺角及大角咀的巴士服務。

### 九龍巴士66X線
- 屯門（大興邨） ↔ 奧運站

1988年8月16日投入服務，途經山景邨、香港專業教育學院屯門分校、屯門工業區、長沙灣、深水埗及旺角。

### 九龍巴士270B線
- 上水 ↔ 奧運站

2013年8月19日投入服務，途經粉嶺南、青沙公路、長沙灣、深水埗、旺角；2018年12月30日提升為全日服務並延長至此站。

## 途經路線資料（巴士）

### 九龍巴士16、16X線
16
- 藍田（廣田邨） ↔ 旺角（柏景灣）(經觀塘至九龍灣)

16X
- 藍田（廣田邨） ↔ 旺角（柏景灣） (經觀塘繞道)

### 九龍巴士16P線
- 旺角（柏景灣） ↔ 觀塘碼頭

### 九龍巴士33A線
- 荃灣（如心廣場） ↔ 旺角（柏景灣）

### 九龍巴士72X線
- 富蝶總站 ↔ 旺角（柏景灣）

### 九龍巴士93P線
- 寶林 ↔ 旺角（柏景灣）

### 九龍巴士265B線
- 天水圍（天恆邨） ↔ 旺角（柏景灣）

### 九龍巴士272E線
- 大埔（太和） ↔ 旺角（柏景灣）

## 總站路線資料（專線小巴）

### 九龍區專線小巴70A線
- 鑽石山站 ↔ 奧運站

## 外部連結
- 九巴 （页面存档备份，存于）